# Podocarpus epiphyticus
Podocarpus epiphyticus é uma espécie de conífera da família Podocarpaceae.
Apenas pode ser encontrada em Myanmar.